# Michael Mulhall
Michael Mulhall (ur. 25 lutego 1962 w Peterborough) – kanadyjski duchowny katolicki, arcybiskup Kingston od 2019.

## Życiorys
Święcenia kapłańskie otrzymał 21 lipca 1989 i został inkardynowany do diecezji Peterborough. Przez kilka lat pracował jako wikariusz. W latach 1994–2002 był pracownikiem Kongregacji ds. Kościołów Wschodnich. Po powrocie do kraju objął probostwo w Huntsville, zaś rok później został proboszczem w Hastings. Od 2004 był także wikariuszem generalnym diecezji.
30 czerwca 2007 papież Benedykt XVI mianował go ordynariuszem diecezji Pembroke. Sakry biskupiej udzielił mu 21 września 2007 ówczesny nuncjusz apostolski w Kanadzie – arcybiskup Luigi Ventura.
28 marca 2019 papież Franciszek mianował go arcybiskupem metropolitą Kingston.